# Pygmäen

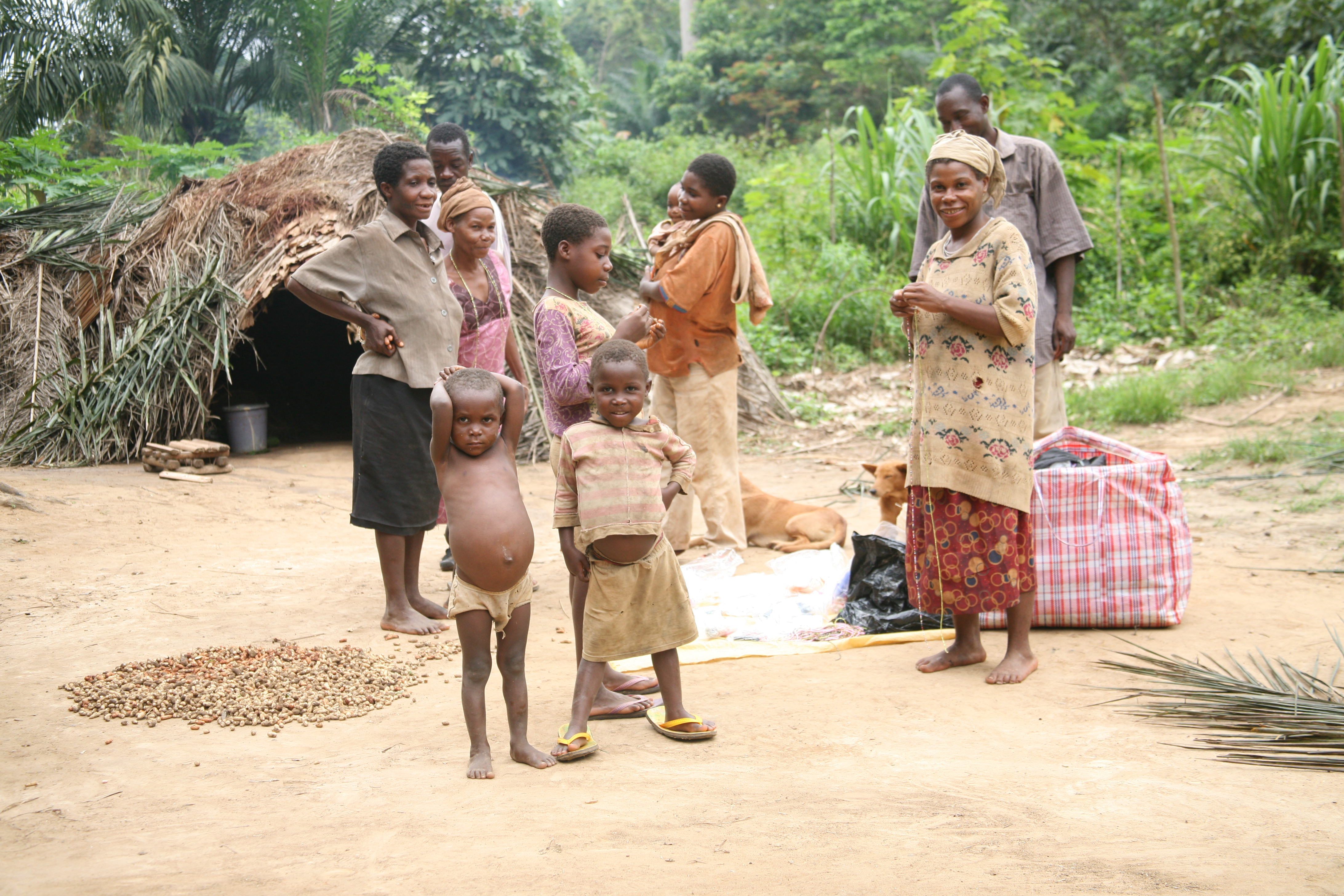
Baka-„Pygmäen“ im Tierreservat Dja in Kamerun.

Pygmäen ist ein seit dem 19. Jahrhundert eingebürgerter und weiterhin gängiger Sammelbegriff für eine Gruppe afrikanischer Völker. Er bezeichnet eine Vielzahl kulturell unterschiedlicher Gesellschaften in Zentralafrika, denen insgesamt ca. 150.000 bis 200.000 Personen angehören. Ein gemeinsames Merkmal ist eine geringe Körpergröße.

## Begriff
„Pygmäen“ ist die Eindeutschung des lateinischen Namens pygmaei, der in der Antike aus dem Altgriechischen ins Lateinische übernommen wurde. Das altgriechische Wort πυγμαῖος pygmaíos bedeutet „Fäustling“ oder „von der Größe einer Faust“; es ist von πυγμή pygmḗ „Faust“ abgeleitet. In der Antike, im Mittelalter und in der Frühen Neuzeit verwendete man den Namen zur Bezeichnung von mythischen Fabelvölkern, die angeblich in Afrika oder Asien lebten; siehe dazu die Ausführungen unter Pygmäen (Mythologie).
Im 19. Jahrhundert bürgerte es sich ein, den aus der Mythologie stammenden Begriff Pygmäen für tatsächlich existierende Gesellschaften in Zentralafrika zu verwenden. Diese Begriffsverwendung ist jedoch problematisch, da es sich um eine Sammelbezeichnung für verschiedenartige Völker handelt, mit der eine körperliche Besonderheit zum allein maßgeblichen Definitionsmerkmal gemacht wird. Die als „Pygmäen“ bezeichneten Afrikaner betrachten sich nicht als ethnische Einheit und haben daher keinen eigenen Namen für ihre Gesamtheit. Neben den Selbstbezeichnungen der einzelnen Pygmäengruppen gibt es auch gängige Namen, die ihnen von benachbarten Völkern gegeben wurden und teils eine abwertende Bedeutung haben (beispielsweise „Binga“/„Babinga“).
Als Definitionsmerkmal wurde im frühen 20. Jahrhundert die mittlere Körpergröße im männlichen Geschlecht eingeführt; Völker, bei denen sie unter 150 cm liegt, zählte man zu den Pygmäen. Da dies ein rein formales Kriterium ist, begann man den Begriff auch auf nichtafrikanische Völker mit ähnlich geringer Körperlänge zu übertragen, etwa auf Völker in Neuguinea, auf die „Negritos“ in Südostasien und die Motilones im Nordosten von Kolumbien und im westlichen Venezuela. Dieser Sprachgebrauch hat sich aber nicht allgemein durchgesetzt. Heute wird die Bezeichnung „Pygmäen“ gewöhnlich nur noch für zentralafrikanische Gesellschaften verwendet; ethnische Gruppen, die außerhalb von Zentralafrika leben, wie die Khoisan im Süden und Südwesten Afrikas, werden nicht zu den Pygmäen gezählt, obwohl sie mit ihnen die relativ geringe Körpergröße und andere physische Merkmale gemeinsam haben.

## Geschichte

### Prähistorische Zeit
Die schon in der frühen Forschung vertretene Auffassung, dass die Pygmäenvölker zu den ältesten Völkern der Erde gehören, wurde von der populationsgenetischen Forschung unterstützt. Insbesondere die Baka lassen sich genetisch klar von ihren schwarzafrikanischen Nachbarn abgrenzen. Sie gehören zusammen mit den südafrikanischen !Kung-San (mit denen sie den größten Anteil der sogenannten Haplogruppe L der mtDNA gemeinsam haben) zu den direkten Nachfahren der ältesten Homo-sapiens-Population der Erde. Der genetische Zweig der Pygmäen wird durch die Haplogruppe B (Y-DNA) repräsentiert. Die Verwandtschaft mit den Khoisan-Ethnien zeigt sich äußerlich im relativ häufigen Vorkommen des sogenannten Filfil oder „Pfefferkornhaares“. Sowohl die genetische Sonderstellung als auch die phänotypische Kleinwüchsigkeit gehen auf die evolutionäre Anpassung an das Tropenklima zurück und/oder deuten auf die Vermischung des anatomisch modernen Menschen (Homo sapiens) vor rund 35.000 Jahren mit einer archäologisch noch nicht nachgewiesenen ausgestorbenen Sub-Sahara-Menschenart hin, wie von der modernen DNA-Forschung postuliert.

### Altertum und Mittelalter
Die älteste schriftliche Quelle, die von Pygmäen berichtet, ist ein Brief des ägyptischen Pharaos Pepi II. (6. Dynastie, 23. Jahrhundert v. Chr.). Dort ist von einer Handelsexpedition die Rede, die aus dem Reich Jam (heutiger Sudan) einen „Zwerg des Gottestanzes“ mitbrachte, bei dem es sich anscheinend um einen Pygmäen handelte. Er wurde als Geschenk von höchstem Wert betrachtet. Der gleiche Brief erwähnt außerdem, dass bereits unter Pharao Djedkare (5. Dynastie, 24. Jahrhundert) ein Ägypter einen kleinen Mann aus Punt mitgebracht hatte. Eine Passage in den Pyramidentexten (Spruch 517) erwähnt ebenfalls einen „Zwerg der Gottestänze“. Schon ab der Zeit der 1. Dynastie (um 3000 v. Chr.) finden sich auf Grabbildern Zwergendarstellungen. Vermutlich handelt es sich bei den oft abgebildeten Tanzzwergen am Königshof zumindest teilweise nicht um pathologische Zwerge, sondern Pygmäen aus dem Regenwald. Ob die Ägypter eine besondere Bezeichnung für Pygmäen zur Unterscheidung von pathologischen Zwergen hatten, ist umstritten. Nach dem 22. Jahrhundert v. Chr. gibt es keine sicheren Belege für die Existenz von Pygmäen in Ägypten mehr.
Im antiken Griechenland gab es unabhängig vom Pygmäenmythos auch bereits ethnographische Nachrichten über kleinwüchsige Afrikaner südlich der Libyschen Wüste. Im 5. Jahrhundert v. Chr. berichtete Herodot, dass fünf junge Abenteurer die Wüste von Libyen aus durchquerten; sie gerieten in die Gefangenschaft kleiner Menschen, die an einem großen Fluss lebten. Diese Afrikaner bezeichnet Herodot nicht als Pygmäen, unterscheidet also klar zwischen dem Pygmäenmythos und dem Bericht über die Expedition.
Im europäischen Mittelalter kannte man nur den Pygmäenbegriff des antiken Mythos, man glaubte an die Existenz der mythischen Pygmäen. Es gab keine Kontakte mit realen Pygmäenvölkern. Angebliche Augenzeugenberichte, wonach tote Pygmäen nach Europa gebracht wurden, sind nicht glaubwürdig.

### Frühe Neuzeit
In der Frühen Neuzeit erörterten Altertumswissenschaftler und Naturforscher die Frage, ob es Pygmäen wirklich gibt. Ab der zweiten Hälfte des 16. Jahrhunderts setzte sich zunehmend die Auffassung durch, dass die aus der antiken Literatur bekannten Pygmäen Fabelwesen seien. Unter anderem wurde vermutet, dass Beobachtung von Affen den Anlass zur Entstehung der legendenhaften Überlieferung geboten habe. 1699 veröffentlichte der englische Arzt und Zoologe Edward Tyson die Abhandlung Orang-Outang, sive Homo Sylvestris: or, The Anatomy of a Pygmie Compared with that of a Monkey, an Ape, and a Man, worin er den Begriff „pygmie“ zur Bezeichnung des Schimpansen verwendete, dessen anatomische Nähe zum Menschen er betonte.
Unabhängig von diesen theoretischen Erwägungen drangen seit dem frühen 17. Jahrhundert einzelne authentische Nachrichten über kleinwüchsige afrikanische Völker nach Europa, fanden aber wenig Beachtung. Der erste Bericht stammte von dem englischen Seefahrer Andrew Battell, der um 1600 im Gebiet von Loango auf erwachsene Menschen gestoßen war, die er als so groß wie zwölfjährige Jungen beschrieb.

### Moderne
Ab dem frühen 19. Jahrhundert lieferten Entdecker, die Afrika bereisten, in zunehmender Fülle Informationen über kleinwüchsige Völker, auf die sie gestoßen waren. Zunächst sprach man von „Zwergvölkern“, dann setzte sich in der zweiten Hälfte des 19. Jahrhunderts die an den antiken Mythos anknüpfende Bezeichnung „Pygmäen“ durch, für deren Verwendung statt „Zwergvölker“ der Anthropologe Felix von Luschan eintrat. Dabei beachtete man nicht, dass in der Antike bereits kleinwüchsige Afrikaner aus Herodots Bericht bekannt waren und damals keine Verbindung zwischen diesen realen Menschen und den mythischen Pygmäen hergestellt wurde.

## Lebensräume
Im zentralafrikanischen Regenwald leben weiterhin Pygmäen als Jäger und Sammler. Im späten 20. Jahrhundert und um die Jahrtausendwende wurde die Gesamtzahl der Pygmäen auf 150.000 bis 200.000 Personen geschätzt; sie ist weiter rückläufig, die restlichen Gesellschaften sind vom Aussterben bedroht. Hierbei spielt die fortschreitende Umgestaltung und Zerstörung ihres traditionellen Lebensraums im Regenwald durch Holzeinschlag und Brandrodung eine wichtige Rolle, aber auch die Zerrüttung des Sozialgefüges durch die Folgen eines Übergangs zur Sesshaftigkeit. Die sesshaft gewordenen Pygmäen geraten in Abhängigkeit von der benachbarten normalwüchsigen Bevölkerung, bei der die Pygmäenmänner als billige Arbeitskräfte in der Landwirtschaft, die Frauen als Haushaltshilfen Anstellung finden. Diese Abhängigkeit kann faktisch zur Leibeigenschaft führen. Durch unhygienische Lebensbedingungen nehmen bei den sesshaften Pygmäen Infektionskrankheiten zu, die sie früher als mobile Jäger und Sammler kaum kannten. Ein weiteres Problem ist der verbreitete Alkoholmissbrauch.

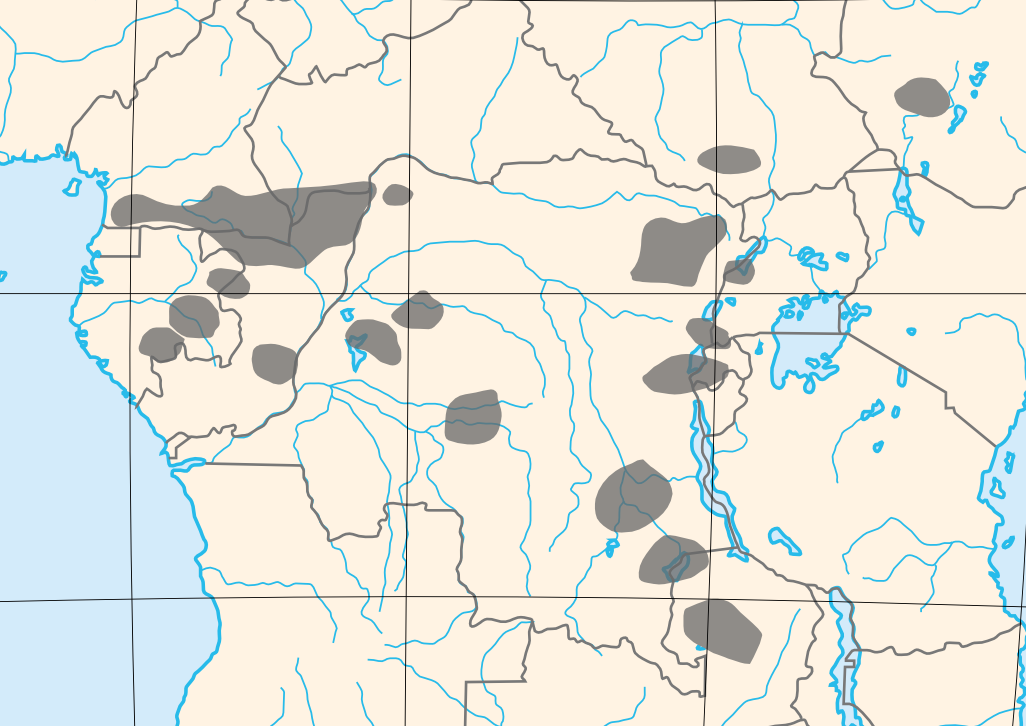
Siedlungsräume von Pygmäen

Ethnographisch unterscheidet man vier Hauptgruppen:
- Die östliche Gruppe im Ituri-Regenwald im Nordosten der Demokratischen Republik Kongo (früher Zaire). Sie werden als Mbuti oder Ba-Mbuti bezeichnet. Die bekannteste Untergruppe sind die Efe.
- Die westliche Gruppe in der Zentralafrikanischen Republik und der Republik Kongo („Kongo-Brazzaville“), in Gabun und im Süden von Kamerun; sie werden Mbenga oder Ba-Mbenga genannt. Eine große Untergruppe sind die Baka.
- Die südliche Gruppe in Ruanda, Burundi, Sambia und im Süden der Demokratischen Republik Kongo; häufige Sammelbezeichnungen sind Twa und Cwa (oder Ba-Twa, Ba-Cwa).
- Eine zentrale Gruppe nördlich des Mai-Ndombe-Sees im Westen der Demokratischen Republik Kongo; sie werden ebenso wie die südliche Gruppe als Twa bezeichnet.

## Sprachen und soziale Verhältnisse
Die Pygmäen sprechen verschiedene Sprachen, deren Wortschatz mit dem der Bantusprachen, die in ihrer Umgebung gesprochen werden, weitgehend, aber nicht völlig übereinstimmt. Unterschiede zu den Bantusprachen bestehen vor allem bei den Bezeichnungen für Tiere, Pflanzen und Gebrauchsgegenstände, aber auch in der Grammatik. Inwieweit es sich bei diesen Besonderheiten um Überreste ursprünglicher Pygmäensprachen oder gar einer gemeinsamen Ursprache handelt, ist unklar. Es gibt keine historische Überlieferung, und in den traditionell lebenden Gesellschaften wissen die Menschen ihr Alter nicht anzugeben. Es besteht kaum Interesse an den Vorfahren.
Als Jäger und Sammler leben sie, soweit sie noch nicht sesshaft sind, in kleinen Gruppen in den Urwäldern. Etwa zehn aus Zweigen und Blättern errichtete Hütten, kreisförmig oder oval angeordnet, bilden ein Lager. Es besteht keine dauerhaft fixierte, traditionelle Rangordnung oder soziale Schichtung. Nicht nur die Männer gehen auf Jagd, sondern auch Frauen und Mädchen beteiligen sich an der Netzjagd. Bei der Treibjagd kommen auch Hunde zum Einsatz. Manche Pygmäengemeinschaften jagen nur mit Netz und Lanze, andere verwenden Pfeil und Bogen und verfügen über hochwirksame Pfeilgifte. Die Frauen sammeln Früchte, Insekten und andere essbare Tiere, aber auch Männer betätigen sich als Sammler. Die Sammeltätigkeit ist quantitativ wichtiger als die Jagd, und die Frauen bringen den größten Teil der Nahrung ein. Es gibt keine strikte geschlechtsbezogene Arbeitsteilung. Es besteht ein Inzesttabu und eine starke Neigung zur Monogamie, welche in den meisten Gesellschaften die Regel ist; nur in bestimmten Ausnahmefällen lässt die Gemeinschaft zu, dass ein Mann zwei Frauen hat, etwa wenn er die Witwe seines verstorbenen Bruders als Zweitfrau zu sich nimmt oder wenn seine Erstfrau unfruchtbar ist. Eine wichtige Rolle spielt die soziale Körperpflege (Lausen). Zur Verteidigung gegen Sklavenjäger flüchteten die Aka und andere Gruppen im 19. Jahrhundert mit ihrer Habe auf ausgebaute „Fluchtbäume“, die für die Gegner schwer zugänglich waren.
Der Sozialpsychologe Erich Fromm analysierte im Rahmen seiner Arbeit Anatomie der menschlichen Destruktivität anhand ethnographischer Aufzeichnungen 30 vorstaatliche Völker auf ihre Gewaltbereitschaft, darunter auch die Mbuti. Er ordnete sie abschließend den „Lebensbejahenden Gesellschaften“ zu, deren Kulturen durch einen ausgeprägten Gemeinschaftssinn mit großer sozialer Gleichheit, eine freundliche Kindererziehung, eine tolerante Sexualmoral und geringe Aggressionsneigung gekennzeichnet sind. (siehe auch: „Krieg und Frieden“ in vorstaatlichen Gesellschaften)

## Physische Merkmale

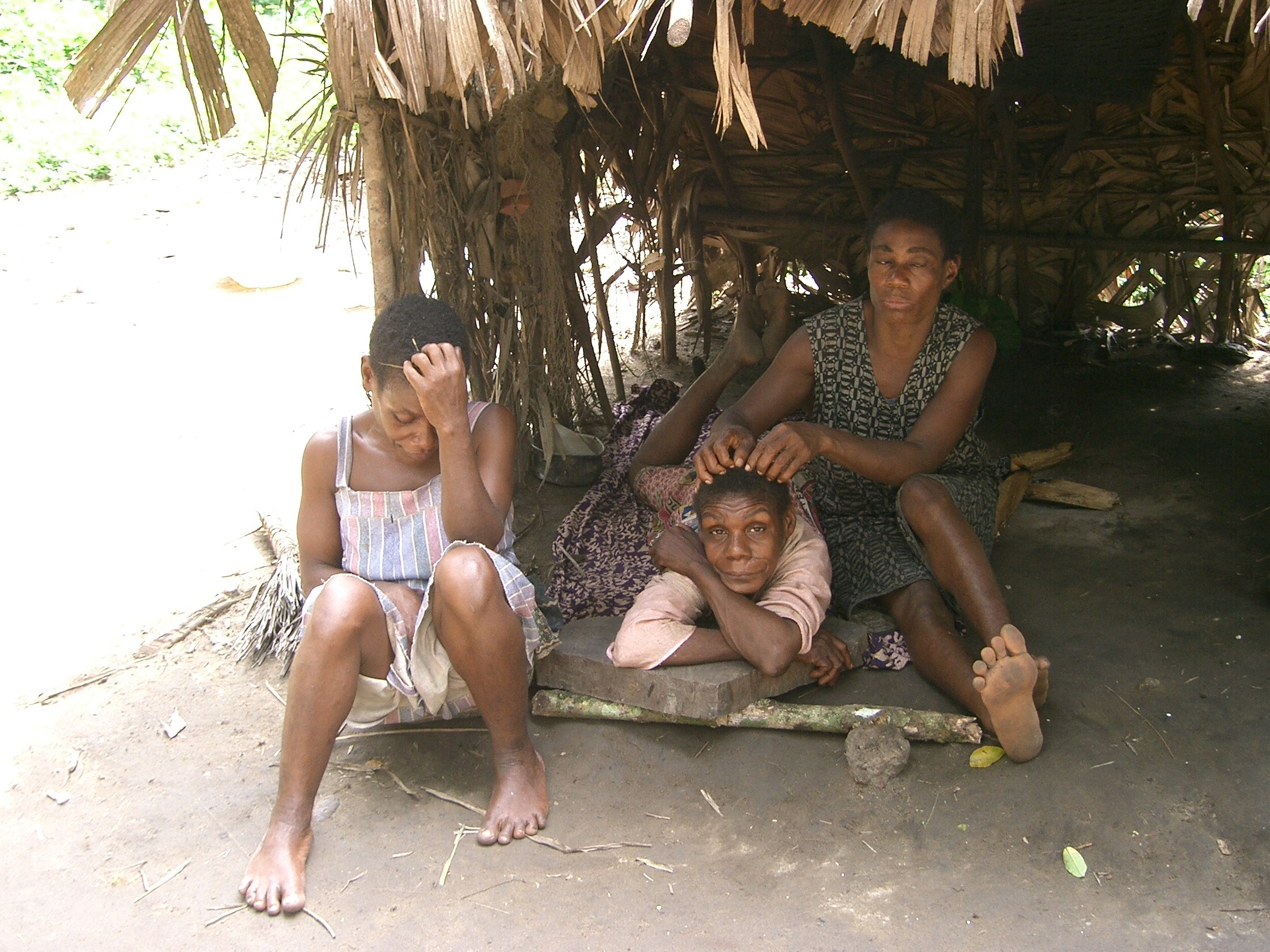
Pygmäen-Frauen im Süden Kameruns

Die Neugeborenen der Pygmäen sind in der Regel ungefähr so groß wie diejenigen anderer Menschen, und bis ins frühe Jugendalter unterscheiden sie sich im Verlauf des Wachstums kaum von diesen. Allerdings gibt es Größenunterschiede zwischen den Angehörigen einzelner Pygmäenvölker schon zum Zeitpunkt der Geburt und in den ersten fünf Lebensjahren. Der Kleinwuchs betrifft hauptsächlich den Rumpf und die Gliedmaßen, in weit geringerem Maß den Schädel. Bei manchen, aber nicht allen Pygmäenvölkern ist das Ausbleiben eines Wachstumsschubs in der Pubertät beobachtet worden; sie haben eine verringerte Produktion des Wachstumsfaktors IGF I, während der Faktor IGF II bei Pygmäen im Bereich der Normalwerte liegt. Beispielsweise wurde bei den Bayaka-Pygmäen im Alter von sechs bis acht Jahren ein gegenüber normalwüchsigen Kontrollpersonen um rund ein Fünftel geringerer IGF-I-Wert gemessen, während bei 13- bis 15-jährigen Bayaka nur noch etwa die Hälfte (Mädchen) bzw. ein Drittel (Jungen) des in diesem Alter bei normalwüchsigen Menschen vorliegenden Werts vorhanden war.
Die Ursachen des Kleinwuchses waren lange umstritten. Das IGF-I-Defizit ist genetisch bedingt und hängt wahrscheinlich nicht mit Umweltfaktoren zusammen. Früher vermutete man eine evolutionäre Degeneration, die durch Einwirkung ungünstiger Umweltbedingungen zu erklären sei; man meinte, das Leben im Regenwald begünstige Mutationen zum Kleinwuchs, oder Unterernährung – besonders Proteinmangel – führe Wachstumsstörungen herbei. Diese Hypothesen sind heute widerlegt; die Ernährungsbasis und besonders die Proteinversorgung der traditionell lebenden Pygmäen ist ausreichend und nicht schlechter als diejenige normalwüchsiger Bauern im gleichen Lebensraum. Bei Pygmäen, die ihre traditionelle Lebensweise teilweise aufgegeben haben, ist allerdings Proteinmangel festgestellt worden.
Körpergröße und Gewicht unterscheiden sich bei den einzelnen Völkern bzw. Völkergruppen. Diese Unterschiede sind nicht auf genetische Vermischung mit Normalwüchsigen zurückzuführen. Die West-Pygmäen sind größer als die Ost-Pygmäen; ihr Durchschnittsgewicht beträgt 36,9 kg für Frauen und 41,5 kg für Männer, die Durchschnittsgröße 144 cm (Frauen) und 153 bis 156 cm (Männer). Die kleinsten Pygmäen sind die Ituri und unter den Ituri die Efe (Frauen durchschnittlich 135 cm, Männer 143 cm). Die Schädelgröße liegt in absoluten Zahlen im normalen Bereich oder darunter (mittleres Schädelvolumen bei den Ost-Pygmäen [Ituri] 1332 cm³, bei den West-Pygmäen 1289 cm³), im Verhältnis zur Körpergröße sind die Schädel jedoch groß.
Ein weiteres körperliches Merkmal der Pygmäen ist die relativ helle Hautfarbe (gelblichbraun bis kupferfarben), die sich mit zunehmendem Alter meist verdunkelt. Dieses Merkmal ist so auffällig, dass im Nordosten der Demokratischen Republik Kongo die normalwüchsige Bevölkerung die Pygmäen mit einem Wort für „Weiße“ bezeichnet, das auch für Europäer verwendet wird. Neugeborene Pygmäen zeigen dieselbe Hautfarbe wie europäische Neugeborene; erst nach einigen Wochen tritt ihre typische Körperfärbung auf. Bei der Geburt haben die Pygmäen langes, glattes Kopfhaar, das zwischen dem dritten und dem fünften Lebensmonat ausfällt.